# Final Run
Final Run (bra: O Trem Desgovernado) é um telefilme canado-estadunidense, dos gêneros ação e aventura, dirigido por Armand Mastroianni, com roteiro escrito por Michael Braverman e estrelado por Robert Urich. O filme foi exibido originalmente na CBS em 10 de outubro de 1999. Final Run é uma sequência de Final Descent.

## Elenco
- Robert Urich como Capitão Glen 'Lucky' Singer
- Patricia Kalember como Connie Phipps-Singer
- John de Lancie como George Bouchard
- Cathy Lee Crosby como Sandy Holmestead
- Udo Kier como Reddick, Supervisor de Controle de Trem
- Scott Vickaryous como Scott Sparkman
- Stephen E. Miller como Tenente-Coronel Frank O'Hearn
- Jason Schombing como Wilson Fitch, Controlador de Trem
- Alf Humphreys como Ben Hofflund (como Alfred E. Humphreys)

## Recepção
Andy Webb, do The Movie Scene, deu a "Final Run" duas de cinco estrelas. Chamou o filme de "tão terrível que é hilário". "Há filmes que me fizeram chorar de tristeza, há filmes que intencionalmente me fizeram chorar de tanto rir, mas 'Final Run' me fez chorar porque é tão ruim, tão terrível que se tornou hilariantemente bom. Nesta sequência de 'Final Descent', temos um trem computadorizado fora de controle, um clichê em si, mas esse é apenas o primeiro de uma longa lista de clichês, desde um filho que não gosta da madrasta até um senador egoísta que não se importa com mais ninguém. Adicione a esse diálogo e atuação mais terríveis do que eu já vi há muito tempo e alguns efeitos especiais complicados e, em vez de ser um emocionante filme de desastre de trem descontrolado, 'Final Run' torna-se gloriosamente ruim em muitos modos."